# 青芝フック・キック
青芝フック・キック（あおしばフック・キック）は、昭和時代後期から平成時代初期まで活躍した漫才のコンビ。
和光プロダクションに所属し、道頓堀角座を中心に活躍した。
1968年、フックがかつて参加し、一世を風靡した漫画トリオが解散、新しい相方を求めたフックは出身高校の4年後輩のキックとコンビ結成。フックの軽妙なしゃべくり、練りこんだキックとのテンポよい掛け合いで、知性派漫才を売りにした正統漫才。非常に玄人受けするもので、作家・小林信彦の著作で絶賛を受けている。
社会風刺を行う「ニュース寄席」というイベントを定期的に行った。
1996年頃にキックが体調を崩したことでコンビを解散。
のちにフックは関西演芸協会に所属しピン芸人として活躍している。

## メンバー
- 青芝フック（あおしばフック、1938年3月12日 - ）本名:小島 斌（あきら）
  - ボケ担当（※漫画トリオではツッコミ担当だった。）
  - 大阪市旭区出身。 父は松下電器の特許部に勤務、母は三洋電機の副社長の妹で二人の結婚式の仲人は松下幸之助であったという。現在は大阪府豊中市在住。
  - 大阪市立東商業高等学校卒業。
  - 映画で見たマルクス兄弟やチャールズ・チャップリンやバスター・キートンのヴォードヴィルに憧れる。フックのヘアースタイル、鼻の下のヒゲはそれに影響を受けている。最初立原博に師事以降白木みのる、横山エンタツ、にそれぞれに師事し吉本新喜劇の研究生として芸能界に入る。その後、1958年に梅田OSミュージックのコメディアンとなる[1]。軽妙な動きとしゃべくりには早くから評判があった。
  - 1963年、横山ノックの誘いで、ノック、上岡龍太郎（横山パンチ）の漫画トリオに2代目横山フックとして参加。
  - 1968年、ノックの参議院選挙出馬に伴い、漫画トリオ解散[1]。1968年に笑芸作家の香川登志緒（後、登枝緒）の勧めで 「青芝フック」と改名し、はじめ赤井タンクと「青芝フック・赤井タンク」を結成したが、1年ほどで解散し新喜劇や商業演劇に出演していたが1971年5月にキックとコンビ結成[1]。
  - 1996年頃にフック・キックのコンビ解消後もタレント活動継続中。
  - 2004年3月28日まで競馬中継 (KBS京都テレビ)の司会者を務め、競馬専門誌『競馬ブック』にもイラストつきのコラムを寄稿していたなど、自他共に認める競馬好き。
  - その他にも勘亭流などの寄席文字を書くのが得意。またゴルフ好きでも知られる。
  - 横山ノックとはエンタツの門下時代の兄弟弟子である。
  - ノックは2007年に死去、パンチ（上岡）は2000年に芸能界引退、2023年に死去に伴い、漫画トリオのメンバーの中では唯一存命且つ芸能活動中である。
- 青芝キック（あおしばキック 1942年1月31日 - ）本名:山口 忠郎
  - ツッコミ担当
  - 大阪市立東商業高等学校卒業（4年後輩になる）。
  - 最初は劇団プロメテに入団[2]、その後商業演劇に移り[2]、1959年4月に大阪新歌舞伎座で舞台を踏む[2]。
  - 解散と同時に芸能界を引退。現在は一般人である。

## 受賞
- 上方漫才大賞第10回奨励賞
- 上方漫才大賞第15回奨励賞

## 出演（コンビとして）

### テレビ
- バラエティー生活笑百科（NHK）
- 新・なにわの源蔵事件帳 第13話「夏を欺く男」（1984年、NHK）

### ラジオ
- わっしょいスペシャル・ハイ本番! 火曜バチョン（ラジオ大阪）
- カレーのサンタがやってきた クイズでカンカン（ラジオ大阪）
- フック・キックの奥さん言うてェな〜（CBCラジオ）

### CM
- 原野産業 しゃり弁太郎（1978年）[3]
- 日新観光 サウナニューグランド

## 出演（フックのみ）

### テレビ
※太字は司会としての出演番組
現在
- カラオケ勝ち抜き選手権→生×カラ!TV（サンテレビ）

過去
- 金曜いきいきタイム（サンテレビ）
- 日曜競馬中継（KBS京都，サンテレビ）
- ゴルフ丼（サンテレビ）
- バーばーヤング（サンテレビ）  ‐  ゲスト
- クイズ!脳ベルSHOW（2020年3月9日・10日、BSフジ）  -  ゲスト[4]

### ラジオ
- フックと悦子のカンポウトーク（ラジオ関西）
- 青芝フックのニュース大冒険（ラジオ大阪）

### CM
- ゆりや（1987年）
- 昆布の黄金屋（ラジオCM）

## 師匠
- 横山エンタツ
- 白木みのる
- 立原博

## 弟子
- 青芝金太・紋太（解散後は紋太はモンタに改名）
- 青芝まさお・あきら
- 青芝金之助・銀之助
- 青芝幸之助・福之助
- 青芝一世・八世